# Xanthorhoe geomella
Xanthorhoe geomella är en fjärilsart som beskrevs av Woodforde 1929. Xanthorhoe geomella ingår i släktet Xanthorhoe och familjen mätare. Inga underarter finns listade i Catalogue of Life.